# Aubenas-les-Alpes
Aubenas-les-Alpes település Franciaországban, Alpes-de-Haute-Provence megyében. Lakosainak száma 85 fő (2022. január 1.). Aubenas-les-Alpes Reillanne, Revest-des-Brousses, Saint-Michel-l’Observatoire és Vachères községekkel határos.

## Népesség
A település népességének változása:
| Lakosok száma | 38   | 59   | 51   | 92   | 106  | 103  | 98   | 95   | 91   | 85   |
|               | 1968 | 1982 | 1990 | 2006 | 2013 | 2015 | 2017 | 2019 | 2020 | 2022 |